# Live at Brixton Academy (Pendulum)
Live at Brixton Academy è il primo album dal vivo del gruppo musicale australiano Pendulum, pubblicato il 12 giugno 2009 dalla Warner Bros. Records.

## Descrizione
Prodotto da Mike Downs e diretto da Paul Caslin, contiene il concerto tenuto dal gruppo il 4 e il 5 dicembre 2008 al Brixton Academy di Londra. Il DVD contiene anche alcune riprese effettuate da 12 fan del gruppo (sei brani del DVD sono stati ripresi interamente da loro). Il 9 giugno 2009 è stata proiettata un'anteprima dello spettacolo, alla quale hanno partecipato anche i Pendulum. Sia la versione CD che la versione DVD contengono una breve reinterpretazione del brano dei Metallica Master of Puppets.

## Tracce
Testi e musiche di Rob Swire, eccetto dove indicato
CD
1. Intro – 1:57
2. Showdown – 5:53
3. Fasten Your Seatbelt – 5:51 (musica: Rob Swire, Matt Cantor, Aston Harvey)
4. Another Planet – 4:26 (musica: Rob Swire, Gareth McGrillen, Paul Harding)
5. Voodoo People (Pendulum Remix) – 4:49 (musica: Liam Howlett) – originariamente reinterpretata dai The Prodigy
6. Propane Nightmares – 6:04
7. Blood Sugar – 5:16 (musica: Rob Swire, Gareth McGrillen, Matt White)
8. The Other Side – 5:27
9. Different – 5:57
10. Master of Puppets – 1:34 (James Hetfield, Lars Ulrich, Cliff Burton, Kirk Hammett) – originariamente reinterpretata dai Metallica
11. Slam – 4:20 (musica: Rob Swire, Gareth McGrillen)
12. Hold Your Colour – 7:14
13. Countdown – 2:19
14. Tarantula – 4:58 (testo: Colin Griffith, Jonathan Sutter – musica: Rob Swire, Gareth McGrillen, Dan Stein)
15. Granite – 4:56
16. The Tempest – 8:20

DVD
1. Intro – 1:57
2. Showdown – 5:53
3. Fasten Your Seatbelt – 5:50 (musica: Rob Swire, Matt Cantor, Aston Harvey)
4. Another Planet – 4:26 (musica: Rob Swire, Gareth McGrillen, Paul Harding)
5. Voodoo People (Pendulum Remix) – 4:48 (musica: Liam Howlett) – originariamente interpretata dai The Prodigy
6. Propane Nightmares – 6:04
7. 9,000 Miles – 3:51
8. Midnight Runner – 6:20
9. Mutiny – 4:42
10. Blood Sugar – 5:16
11. The Other Side – 5:27
12. Different – 5:57
13. Master of Puppets – 1:34 (James Hetfield, Lars Ulrich, Cliff Burton, Kirk Hammett) – originariamente interpretata dai Metallica
14. Slam – 4:19 (musica: Rob Swire, Gareth McGrillen)
15. Hold Your Colour – 7:13
16. Tarantula – 4:58 (testo: Colin Griffith, Jonathan Sutter – musica: Rob Swire, Gareth McGrillen, Dan Stein)
17. Granite – 4:56
18. The Tempest – 8:19
19. Credits

## Formazione
Hanno paertecipato alle registrazioni, secondo le note di copertina:
Gruppo
- Rob Swire – sintetizzatore, voce, guitar synth
- Gareth McGrillen – basso, cori
- Peredur ap Gwynedd – chitarra
- Paul Kodish – batteria
- Ben Mount – MC

Produzione
- Mike Downs – produzione
- Conrad Whiteny – produzione esecutiva
- Emman Newman – produzione esecutiva
- Jho Oakley – produzione esecutiva
- Stronghire – registrazione
- Al Green – ingegneria del suono
- StephenTizzard – ingegneria del suono
- Acle Pressly – inegneria del suono, missaggio
- Rob Swire – missaggio
- Jon Davis – mastering

## Classifiche
| Classifica (2009) | Posizione massima |
| ----------------- | ----------------- |
| Nuova Zelanda     | 32                |
| Regno Unito       | 45                |